# ATP Challenger Virginia Beach
Das ATP Challenger Virginia Beach (offiziell: Virginia Beach Challenger) war ein Tennisturnier, das einmalig 1978 in Virginia Beach, Virginia, stattfand. Es gehörte zur ATP Challenger Tour und wurde im Freien auf Hartplatz gespielt.

## Liste der Sieger

### Einzel
| Jahr | Sieger       | Finalgegner | Ergebnis |
| ---- | ------------ | ----------- | -------- |
| 1978 | Deon Joubert | Mike Cahill | 7:5, 6:1 |

### Doppel
| Jahr | Sieger                     | Finalgegner            | Ergebnis |
| ---- | -------------------------- | ---------------------- | -------- |
| 1978 | Peter Rennert Kevin Curren | Joe Meyers Trey Waltke | 6:3, 6:2 |